# Boris Jegorov

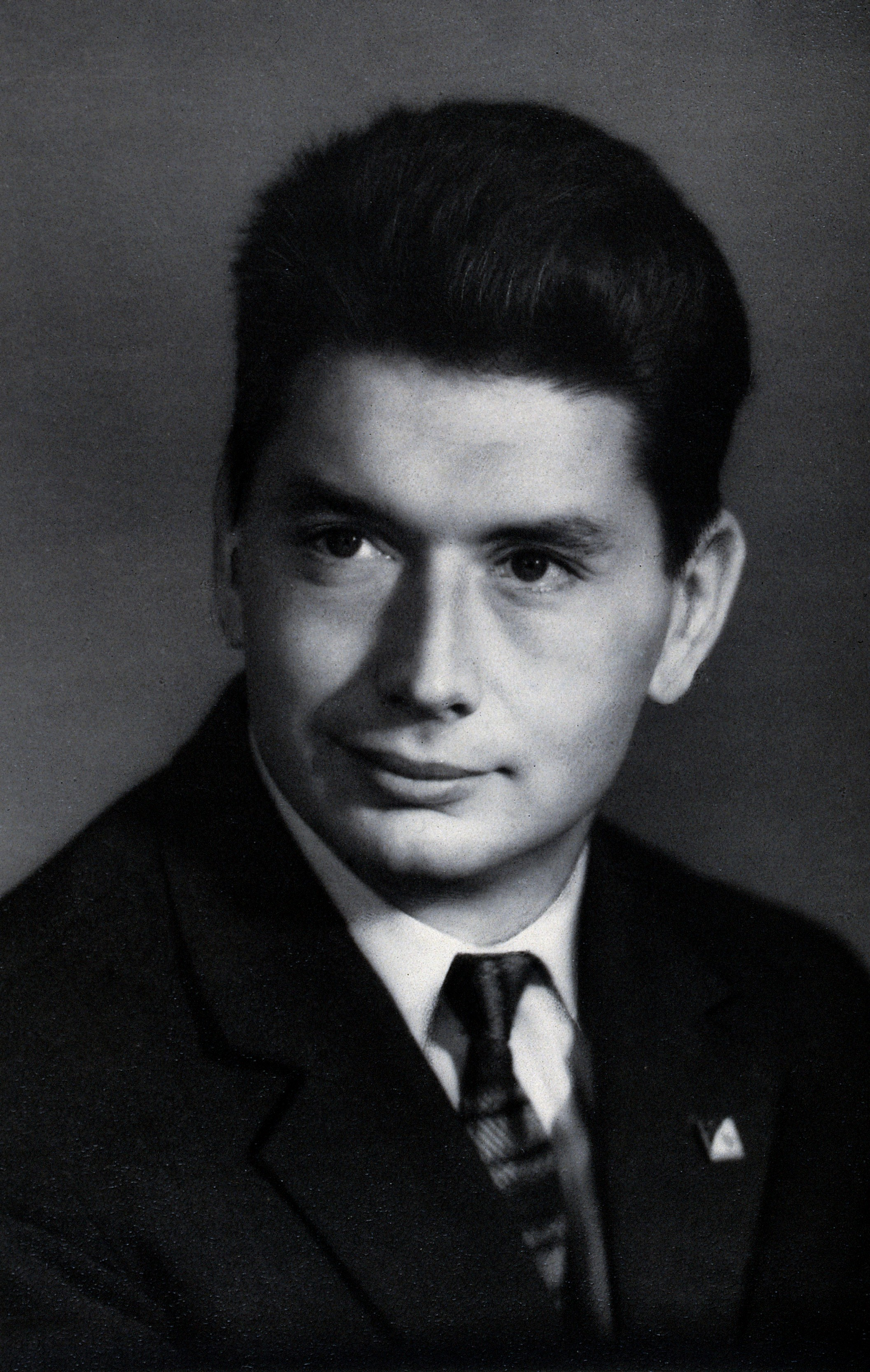
Boris Jegorov

Boris Borisovitsj Jegorov (Russisch: Борис Борисович Егоров) (Moskou, 26 november 1937 – aldaar, 12 september 1994) was een Russische ruimtevaarder (kosmonaut) en arts.

## Biografie
Jegorov werd geboren in Moskou, Rusland.
Zijn vader was een vooraanstaand hartchirurg en zijn moeder was oogarts. Jegorov koos ook voor een medische carrière, en studeerde in 1961 af aan het Eerste Moskou Medisch Instituut.
In 1964 werd Jegorov geselecteerd om met een groep wetenschappers een kosmonautentraining te volgen.
Op 12 oktober 1964 werd Jegorov gelanceerd aan boord van de Voschod 1. Voor Jegorov was dit zijn eerste en enige ruimtevlucht. Het was de eerste van de twee bemande vluchten in het kader van het Russische Voschod-programma. Voschod 1 was de eerste ruimtevlucht met een bemanning bestaande uit meer dan één persoon. Naast Jegorov werd de bemanning gevormd door gezagvoerder Vladimir Komarov en wetenschapper Konstantin Feoktistov. Het merendeel van de vlucht was gewijd aan biomedisch onderzoek, en onderzoek naar hoe een multi-disciplinair team samenwerkte in de ruimte.
Jegorov behaalde later zijn doctoraat in de geneeskunde, met als specialiteit evenwichtsgevoel.
Jegorov is drie keer gehuwd geweest en had twee kinderen. Hij overleed op 56-jarige leeftijd aan een hartaanval.